# Torvet (Ribe)
 For alternative betydninger, se Torvet. (Se også artikler, som begynder med Torvet)
Torvet i Ribe er byens centrale plads, der rækker hele vejen rundt om Ribe Domkirke, hvorfor pladsen også betegnes som domkirkepladsen.
Den officielle adresse spænder fra Torvet 1 med Hotel Dagmar, til nummer 17, Hans Tausens Hus mod syd. I den sydlige husrække findes Den Gamle Arrest og Kannikegården.
Mod nord når husrækken til nummer 22. Fra nordøst udskiller gaderne Overdammen mod øst og Grønnegade mod nord. Stik nord finder man Præstegade og i nordvest løber Grydergade.
Fra Grydergade og til Torvet 17 løber Skolegade, langs domkirkens vestlige side.
Torvet var i årtier samlingspunkt for handel med levende dyr blandt byens bønder.
I 2013 indviedes en totalt gennemrenoveret plads.

## Hotel Dagmar, Torvet 1
Tovet 1 er opført i 1581, hvor gavlen oprindelige var ud imod Overdammen. Huset blev opført for rådmand Laurids Thøgersen.
Omkring år 1800 erhvervede gæstgiver Peder Ramsing bygningen. Han lavede blandt andet den ændring på huset, at gavlen mod Overdammen blev nedlagt og hovedindgangen flyttet til Torvet.
I 1912 ejer byens store manufakturhandler Jens Andersen den del af bygningen, hvor der er hoteldrift. Jens Andersen selv har sin butik i den del af bygningen, der vender ud mod Overdammen - inkl. den markante karnap ved hjørnet, dog vendt mod Torvet.
Greisens Hotel hed hotellet. Jens Andersen igangsætter en større ombygning af hotellet under ledelse af byens kendte tømrer, Peter Daugaard. Planen er at gøre hotellet mere attraktivt for byens besøgende.
8. december 1912 genåbner hotellet som Hotel Dagmar
Efter at Jens Andersens butik Byens Hjørne er lukket, overtager Hotel Dagmar i april 1959 lokalerne i den del af bygningen, der vender mod Overdammen og ikke mindst karnappen.
I 1967 udvider hotellet med 12 værelser i bygninger langs Peder Dovns Slippe.

## Porsborg, Torvet 3-5
Efter den store brand i 1580 i Ribe, påbegyndte rigmanden Peder Baggesen opførelsen af denne bygning. Baggesen nåede dog ikke at gøre bygningen færdig, inden han døde. Hans enke flyttede ind i huset med hendes anden mand; Rådmand Bertel Struck.
Økonomisk gik det dog tilbage for Bertel Struck og han måtte overlade bygningen til Peder Baggesens svigersøn, Mads Pors - hvorfra ejendommen har sit navn.
Ved samme lejlighed opstod et lokalt vers; Porsborg hin røde lagde Peder Baggesens Guld øde
Gennem 1600-årene forfaldt gården mere og mere, men i 1676 købte borgmester Vilhelm Brochman det store stenhus. De næste 225 år skiftede huset ejere en del gange.
1901 købte Dyrlæge Pedersen bygningen og lod facaden pietetsfuldt restaurere ved at fjerne det grimme kalkpuds, der skjulte de røde Munkesten. 1914 overtog Landbo- og Sparekassen bygningen.
Banken lod nok engang bygningen gennemgå en større renovering. Blandt andet blev der tilføjet en trappe ud til Torvet. Den var alt for voldsom blev senere justeret til det, vi kender i dag.
Huset har også en stor kælder og nedgangen til denne direkte fra Torvet har også været tilgængelig og spærret af alt efter behov gennem årene. I øjeblikket der restauration i lokalerne.
I forbindelse med Landbo- og Sparekassens overtagelse, var det især bagsiden, der gennemgik en større renovering. Man ser den ikke fra Torvet, men på bagsiden findes et stort rundt trappetårn. Ved renoveringen i 1914 blev denne omdannet til et tårn med spidset tag.
Turistforeningen købte i 1983 bygningen. Den del der hedder Gammelt Præg i dag, ejer bygningen. I stueetagen findes en såkaldt velkomsthal for byens turister.

### Kanonrøret i gården
I gården ved Porsborg ser man klart og tydeligt et kanonrør stikke op af jorden. Hvordan det er havnet der, vides ikke.
Men det stammer angiveligt fra år 1848, hvor rygtet var indløbet syd fra, at over 300 tugthusslavere fra Rendsborg var flygtet. På deres vej nord på, hærgede de byerne, de kommer igennem.
Det ville man ikke udsættes for i Ribe og man gik i gang med at lave våben til at forsvare sig med. Ud over sabler og morgenstjerner, byggede man også en kanon.
Der kom dog aldrig nogen for at plyndre og brænde Ribe ned. Det hele var løgn og besværet med at lave våben var til ingen verdens nytte.

## Fra Lindegården til Kannikegården, Torvet 13
I 1850 fik fabrikant Christian Giørtz tilladelse til at opføre en bomuldsfabrik klods op af Ribe Domkirke, på denne adresse. 
Frem til 1881 var der industri i denne bygning. Da produktionen stoppede, blev den omdannet til lejligheder, med butikker i underetagen.
Bygningen blev kendt under navnet Lindegården.
26. december 2000 brændte bygningen ned.
Under udgravning af brandtomten fandt man bygningsrester fra et gammelt kloster fra 1176.
I 2016 indviede man Kannikegården, der er bygget oven på bygningsresterne. Kannikegården ejes af Ribe Stift

## Sprøjtehuset
Sprøjtehuset er navnet for huset på Torvet 16. Dette fordi, at byens brandsprøjte havde til huse her i mange år. 
Tegningerne til huset er lavet af  snedkermester Christian Knudsen i 1939, der havde til huse i Kølholts Slippe. Snedkermesteren beskrives som foregangsmand på mange håndværkerfagets felter. Han fik 1 rigsdaler for tegningerne.
Huset blev opført i 1840; Facaden og gavlen var symmetriske: i midterpartiet førte en port ind til vognporten, hvor sprøjten stod, og gennem gavlkvistens luge ovenover var der adgang til loftet
Da man flyttede Sprøjtehuset ud i Saltgade, gennemgik huset en større ombygning, ved Axel Hansen, så det kunne bruges til politistation.
I 2016 købte Hotel Dagmar huset og ombyggede det til hotelværelser.

## Hans Tausens Hus
Husets officielle adresse er Torvet 17. I 1932 har man fra politisk hold et ønske om at gøre hjørnet mellem Puggaardsgade, Sønderportsgade og Skolegade mere sikker. Ud over dette skal der laves en busholdeplads i midten af gaden.
På dette tidspunkt løber husets facade langs Skolegade. I første udkast er huset ikke inkluderet, eller med andre ord nedrevet. På trods af husets på dette tidspunkt, meget dårlige stand, møder dette stor folkelig modstand.
Det bliver Hugo Mattiessen, der bliver husets redning. Dels fastslår han, at huset er en del af den tidligere bispegård, tilhørende Hans Tausen. Dels fastslår han, at huset er til at redde.
Ideen om at dreje huset 90 grader og derved redde det opstår. Direktør Hjerl Hansen, København sikrer sammen med det Den Antikvariske Samling det økonomiske grundlag for udførsel af planen ikke mindst tegning af arkitekt Axel Hansen.
Derved får huset facade langs Torvet og domkirkepladsen og planen er at indrette et museum for Den Antikvariske Samling.
Postkort og billeder fra før 1933 bekræfter at husets facade på dette tidspunkt løber langs Skolegade.